# سیارک ۲۰۳۰۱
سیارک ۲۰۳۰۱ (به انگلیسی: 20301 Thakur، نامگذاری:1998FY99) بیست هزار و سیصد و یکمین سیارک کشف شده‌است که در ۳۱ مارس ۱۹۹۸ کشف شد.
قدر مطلق سیارک برابر ۲۰.۴ است.